# Som en blänkande silvertråd
Som en blänkande silvertråd är ett album som kom ut 2001 av och med Lasse Berghagen. Titelspåret handlar om en spelman som vandrar längs vägen i Svärdsjö, där Berghagen tillbringade somrarna som barn.

## Låtlista
1. "All min längtan" (musik: Mikael Andersson och Martin Hansen)
2. "Som en blänkande silvertråd" (musik: Mikael Andersson och Martin Hansen)
3. "Älska mig"
4. "Då längtar jag till landet"
5. "Min pappas stora skor"
6. "Min väska är packad" (musik: Mikael Andersson och Martin Hansen)
7. "Om du ändå var mig så nära"
8. "Ungdomsår"
9. "Var inte rädd för höstens regn"
10. "Efter stormen sjunger fåglarna igen"
11. "I den skånska myllan"
12. "Visst var det väl kärlek jag fick" (musik: Mikael Andersson och Martin Hansen)
13. "Eken"

## Listplaceringar
| Lista (2001) | Topplacering |
| ------------ | ------------ |
| Sverige      | 9            |